# Shen Jingdong
Jingdong Shen (沈敬東T, 沈敬东S,  Jìngdōng P; Nanchino, 1965) è un pittore, scultore e militare cinese.
Vive a Pechino e le sue opere sopra iconografia cinese sono molto conosciute. 
Studiò Belle Arti nell'Università di Nanchino Xiaozhuang e nell'Accademia di Arte di Nanchino e dopo i suoi studi si enroló nell'esercito cinese dove stette metido nel gruppo di teatro fino a 2007. 